# Philosophie de la géographie
La philosophie de la géographie est une sous-discipline de la philosophie qui traite des aspects épistémologiques, métaphysiques et axiologiques de la géographie, de la méthode géographique en général mais également des questions liées aux représentations des espaces et des lieux.
Bien que les questions méthodologiques concernant la géographie aient été débattues dès ses origines, Richard Hartshorne (1899-1992) est souvent crédité du premier essai d'envergure sur le sujet avec The Nature of Geography: A Critical Survey of Current Thought in the Light of the Past, qui est publié en 1939, et qui structurera de nombreuses positions et critiques dans les décennies suivantes. John Kirtland Wright (1891–1969), un géographe américain reconnu pour ses contributions en cartographie et dans l'étude historique de la pensée géographique propose en 1947 le terme de geosophy pour désigner les différentes études sur la pensée géographique. D'autres livres considérés comme des jalons de la pensée géographique peuvent être signalés :
- David Harvey, 1969, Explanation in Geography
- Henri Lefebvre, 1974, La production de l'espace

Ce furent les discussions sur ce dernier ouvrage qui contribuèrent à la fondation de la Society for Philosophy and Geography dans les années 1990.

## Society for Philosophy and Geography
La Society for Philosophy and Geography a été fondée en 1997 par Andrew Light, philosophe à l'Université George Mason et Jonathan Smith, géographe à la Texas A&M University. Trois volumes d'une revue annuelle, Philosophy and Geography, ont été publiés par Rowman & Littlefield Press qui deviendra plus tard un journal semestriel publié par Carfax. Ce journal fusionne en 2005 avec un autre revue fondée par des géographes, Ethics, Place, and Environment, pour devenir Ethics, Place, and Environment:  A journal of philosophy and geography publié par Routledge. Le journal est dirigé par Andrew Light et Jonathan Smith jusqu'en 2009, et a publié de nombreux travaux de philosophes, géographes et autres spécialistes de champs connexes sur des questions autour de l'espace, des lieux et de l'environnement.
En 2009, Smith se retire de la direction éditoriale et Benjamin Hale de l'Université du Colorado le remplace. Hale et Light relance le journal en janvier 2011 avec pour nom Ethics, Policy, and Environment. Alors que le journal se concentre davantage sur des questions d'éthique environnementale et de politiques, il donne toujours la parole au domaine de la philosophie de la géographie et à la critique épistémologique des ouvrages géographiques.